# Ludwig Jungermann

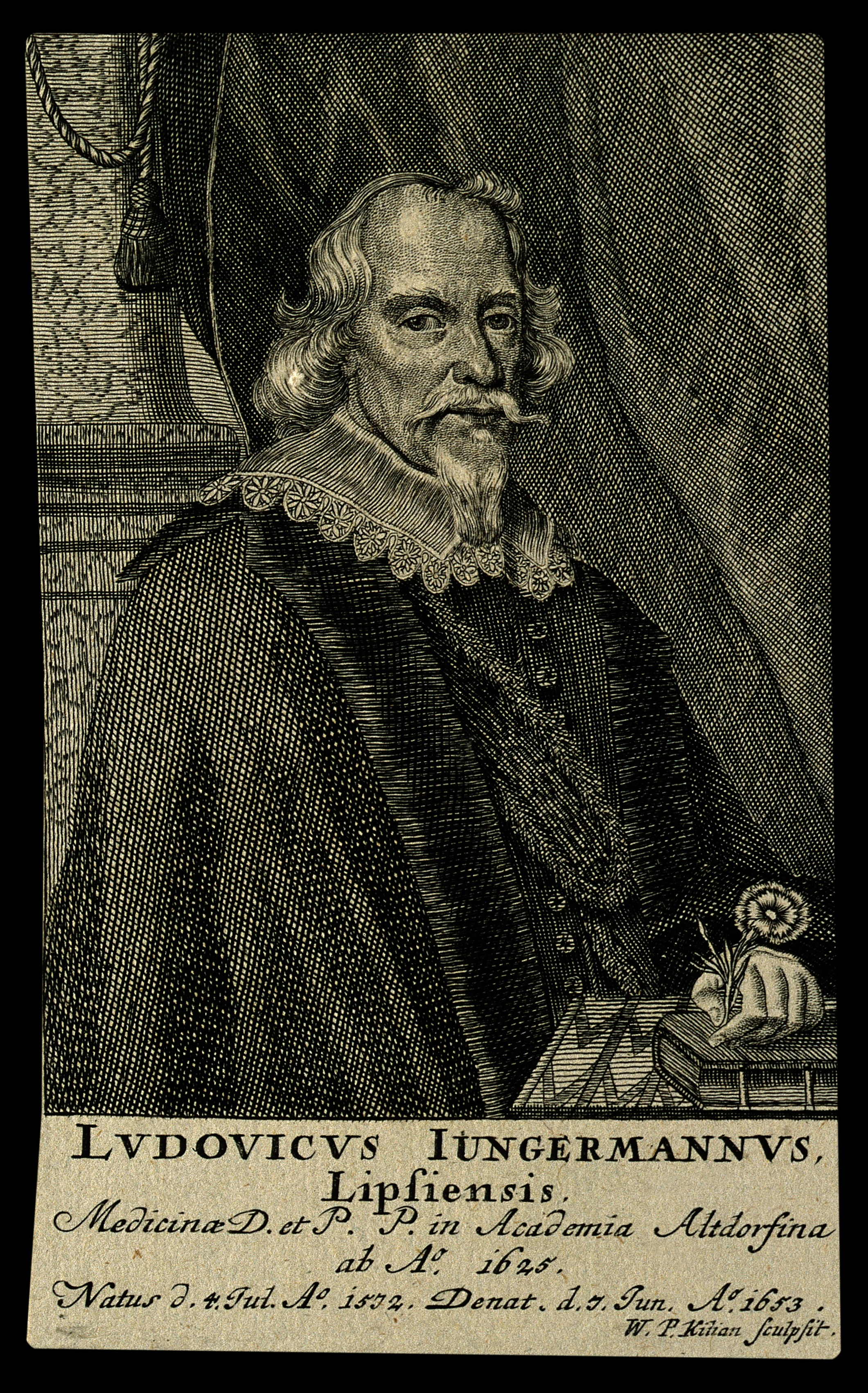
Ludwig Jungermann

Ludwig Jungermann (* 4. Juli 1572 in Leipzig; † 7. Juni 1653 ebenda) war ein deutscher Botaniker und Arzt.

## Leben und Wirken
Sein Vater Caspar Jungermann (1531–1606) war in Leipzig Professor der Rechte, seine Mutter Ursula Camerarius (1539–1604) die Tochter des Humanisten Joachim Camerarius des Älteren (1500–1574), einem Mitstreiter und Freund von Philipp Melanchthon. Nach dem Studium der Medizin war Jungermann zunächst in Nürnberg und war von 1614 bis 1625 Professor der Anatomie und Botanik in Gießen.
1616 lehnte er einen Ruf auf den renommierten Lehrstuhl für Botanik in London als Nachfolger von Matthias Lobelius ab, ebenso wie er zuvor schon Rufen an die Universitäten Rostock und Rinteln nicht gefolgt war.
1609 legte Jungermann den Botanischen Garten Gießen an. 1625 nahm er eine Professur für Anatomie und Botanik an der Universität Altdorf in Altdorf an. Dort leitete er den Hortus medicus.
Jungermann ist der erste Botaniker, der Lokalfloren herausgab. Eine Flora von Altdorf erschien 1615. Seine Flora von Gießen, Cornucopiae Florae Giessensis als auch der Catalogus herbarum circa Giessam (beide von 1623) sind bis heute verschollen.
Neben den beiden Floren gab er bereits 1613 in Nürnberg zusammen mit Basilius Besler den Hortus Eystettensis heraus.
Jungermann galt schon seinen Zeitgenossen als „vir botanicorum nemini secundus“. Er soll einmal bemerkt haben, dass er erst dann heiraten werde, wenn man ihm eine Pflanze bringe, die er nicht bestimmen könne. Er ist ehelos verstorben.
Heinrich Bernhard Rupp benannte ihm zu Ehren die Gattung der Lebermoose Jungermannia  aus der Pflanzenfamilie der Jungermanniaceae. Carl von Linné übernahm später diesen Namen.

## Schriften (Auswahl)
- Catalogus plantarum, quae circa Altorfium noricum, et vicinis quibusdam locis. Conrad Agricola, Altdorf 1615 (Digitalisat).
- Cornucopiae florae Giessensis proventu spontanearum stirpium cum flora Altorfiensi amice et amoene conspirantis, uti Lipsiensium, Wittebergensium, Jenensium quoque deliciis abundantis. Nicolaus Hampel, Gießen 1623.
- Catalogus herbarum circa Giessam sponte nascentium juxta seriem & appellationem Tabernaemontani collectus Anno 1623. (handschriftlich)
- Catalogus plantarum, quae in horto medico Altdorphino reperiuntur. Balthasar Scherff, Altdorf 1635 (Digitalisat).
  - 2. Auflage, Balthasar Scherff, Altdorf 1646 (Digitalisat).